# María Moreno
María Cristina Forero (Buenos Aires, 7 de mayo de 1947), conocida por su seudónimo María Moreno, es una escritora, periodista y crítica cultural argentina. Considerada una de las más destacadas cronistas y ensayistas de la Argentina, se ha dedicado a la labor periodística y la producción de escritos relacionados con temáticas femeninas y feministas, además de que ha abordado la ficción.
Sus textos tienen un carácter genérico híbrido y autoficcional, que presenta diversas formas de la autofiguración autoral. Su primera novela, El affair Skeffington (1992), es considerada una de las tres novelas centrales de la «tradición lésbica» argentina. Su segunda novela, Black out (2016), fue aclamada por la crítica internacional y argentina, además de que recibió el Premio de la Crítica de la Fundación El Libro.

## Biografía

### Primeros años y publicaciones
María Cristina Forero nació en el año 1947 en la ciudad de Buenos Aires, Argentina. Comenzó su carrera como periodista en las revistas Sur, Babel y Fin de Siglo y en los diarios La Opinión y Tiempo Argentino, donde fue secretaria de redacción. En 1984, fundó Alfonsina, la primera revista feminista del regreso a la democracia después de la última dictadura militar argentina.
En 1992, publicó su primer libro, la novela El affair Skeffington. Según Laura Arnés, el texto es una de las tres novelas centrales de la «tradición lésbica» argentina. En 1994, publicó el libro de no-ficción y crónica El Petiso Orejudo, acerca del asesino serial argentino del mismo nombre. En 2002, obtuvo la Beca Guggenheim.
En la década de los 2000, publicó los libros de ensayos A tontas y a locas (2001), El fin del sexo y otras mentiras (2002), Vida de vivos (2005) y Banco a la sombra (2007). En 2005, condujo el programa de televisión Portaretratos del canal de televisión Ciudad Abierta. Desde ese año hasta el 2010, coordinó el Área de Comunicación del Centro Cultural Ricardo Rojas.
En 2011, publicó La comuna de Buenos Aires. Relatos al pie del 2001, crónicas y reportajes sobre la crisis de ese mismo nombre, y Teoría de la noche, recopilación de columnas, relatos y ensayos. En 2013, publicó Subrayados. Leer hasta que la muerte nos separe.

### Black out y consagración

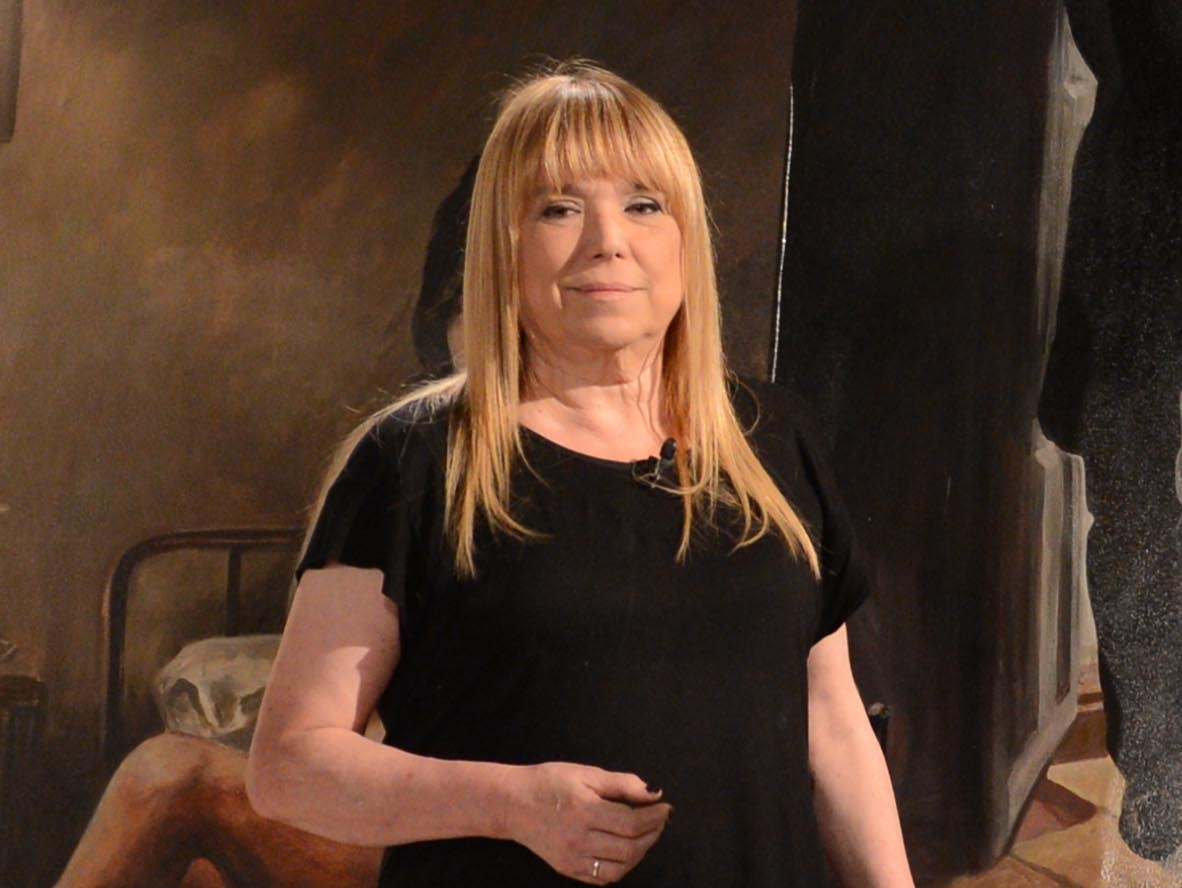
Moreno en 2015.

En 2015 dirigió junto al pintor Daniel Santoro el programa La patria a cuadros, de la Televisión Pública de Argentina. En 2016, publicó Black out, su segunda novela, combinación de ficción, crónica, ensayo, memoria y autobiografía, acerca de su alcoholismo y el grupo cultural que conformó en los años 70 con los escritores, periodistas y críticos culturales Miguel Briante, Norberto Soares, Charlie Feiling y Claudio Uriarte. El texto fue elogiado por los lectores y la crítica argentina e internacional y recibió el Premio de la Crítica de la Fundación El Libro. En su reseña para Télam, el escritor Alan Pauls lo llamó «el itinerario tenaz, obcecado y sorprendentemente exitoso de una varonera infatigable».
En 2018 publicó los libros de ensayos Oración. Carta a Vicki y otras elegías políticas y Panfleto. Erótica y feminismo. En 2019, publicó Loquibambia, texto de «aguafuertes queer». En 2020, publicó el libro de memorias Contramarcha. Ese mismo año, fue nombrada directora del Museo del Libro y de la Lengua, dependiente de la Biblioteca Nacional argentina.
En julio de 2021, sufrió un accidente cerebrovascular del que se recuperó en 2023. En 2022, reeditó su primera novela. En noviembre de 2023, publicó su decimosegundo libro de ensayos, Pero aun así. Elogios y despedidas. Ese mismo mes, recibió el Premio Ñ a la Trayectoria. En septiembre de 2024, obtuvo el Premio Konex de Brillante a las Letras por su trayectoria durante los años 2014 a 2023. Asimismo en octubre de 2024 la Legislatura de la Ciudad Autónoma de Buenos Aires la distinguió Personalidad Destacada de la Ciudad Autónoma de Buenos Aires en el ámbito de la cultura y la comunicación social.
En diciembre de 2024, publicó Por cuatro días locos. Pequeño inventario de la patria pop, acerca de personajes de la cultura popular y la historia argentina como José de San Martín, Eva Perón, Diego Maradona, Jorge Luis Borges y la Coca Sarli, entre otros.
En 2025 publicó su tercera novela, La merma, que ficcionaliza y testimonia las consecuencias del ACV que padeció.
En el ámbito académico fue titular de la cátedra de Retórica en la carrera de Artes de la Escritura de la Universidad Nacional de las Artes y de Crónica en la maestría de Feminismo y Política de Género de la Universidad Nacional de Tres de Febrero.

## Obra

### Ficción
- El affair Skeffington (1992, Bajo la Luna)
- Black out (2016, Penguin Random House)
- La merma (2025, Penguin Random House)

### Crónica
- El Petiso Orejudo (1994, Planeta)
- La comuna de Buenos Aires. Relatos al pie del 2001 (2011, Capital Intelectual)
- Por cuatro días locos. Pequeño inventario de la patria pop (2024, Sigilo)

### Ensayo
- A tontas y a locas (2001, Sudamericana; 2017, 17grises editora)
- El fin del sexo y otras mentiras (2002, Sudamericana)
- Vida de vivos (2005, Sudamericana)
- Banco a la sombra (2007, Sudamericana)
- Teoría de la noche (2011, Ediciones UDP)
- Subrayados. Leer hasta que la muerte nos separe (2013, Mardulce)
- Oración. Carta a Vicki y otras elegías políticas (2018, Random House)
- Panfleto. Erótica y feminismo (2018, Random House)
- Loquibambia (2019, Ediciones UDP)
- Y que se rompa todo corazón (2019, Random House)
- Contramarcha (2020, Ampersand)
- Pero aun así. Elogios y despedidas (2023, Random House)

## Premios y becas
- 1999: Premio Nexo por «su trabajo contra la discriminación por identidad de género»[39]
- 2002: Beca Guggenheim[40]
- 2007: Premio de la Asociación Española de Fundaciones[41]
- 2010: Premio de la Agenda de las Mujeres[42]
- 2011: Premio Lola Mora[43]
- 2017: Premio de la Crítica al Mejor Libro Argentino de Creación Literaria por Black out[22]
- 2019: Premio Iberoamericano de Narrativa Manuel Rojas[44]
- 2023: Premio Ñ a la Trayectoria[32]
- 2024: Personalidad Destacada de la Ciudad Autónoma de Buenos Aires en el ámbito de la cultura y la comunicación social
- 2024: Premio Konex de Platino en la disciplina Biografías, Memorias y Diarios[45]
- 2024: Premio Konex de Brillante en Letras.[38]